# Putumayo World Music
Pour les articles homonymes, voir Putumayo.

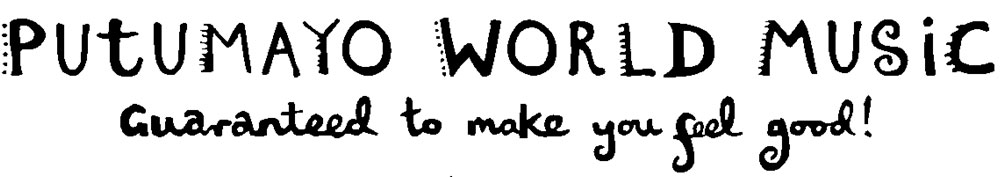

Putumayo World Music est un label de musique indépendant créé en 1993 et basé à New York. Il est désormais spécialisé dans l'élaboration de compilations de musiques de diverses nations, régions ou styles musicaux qui peuvent être classées parmi les musiques du monde. L'artiste dessinateur Nicola Heindl illustre chaque jaquette du label.

## Origine
À l'origine, Putumayo était une société qui fabriquait des vêtements (Putumayo Clothing Company). Cette société avait été fondée par Dan Storper en 1975 et vendue en 1997. Dan Storper donna le nom à sa société, après un voyage en Colombie, où Putumayo est le nom d'un département et d'une rivière, faisant frontière entre la Colombie et le Pérou.

## Historique
Le cofondateur Michael Kraus se joignit à Dan pour créer le label Putumayo World Music.

## Label
Une partie des fonds récoltés des ventes des CD est reversée à l'association Putumayo Cross-Cultural Initiative.
Depuis sa création, le label s'est fait connaître pour ses compilations de musiques du monde joyeuses et rythmées.
Ce label est distribué en France par Harmonia Mundi.
Plus de 200 disques-compilations existent, répartis dans deux principales collections, chacune avec leur particularité.

### Putumayo Presents
Les albums distribués sous ce titre sont d'une très grande diversité : musiques du monde, lounge, jazz, salsa, groove, musique acoustique, reggae. Ils peuvent également mettre à l'honneur la musique d'un pays ou d'une région : India, Mali, Paris, The Carribbean, Brazilian Lounge, Women of Latin America, etc.

### Putumayo Kids Presents
Ces albums s'adressent plus particulièrement aux enfants. Y sont généralement réunies des chansons multiculturelles et simples à chanter.
Les titres des albums utilisent soit le mot "Playground" (French Playground, African Playground, Reggae Playground, Jazz Playground, etc.) pour désigner une compilation de chansons entrainantes, ou alors le mot "Dreamland" (Asian Dreamland, Celtic Dreamland, African Dreamland, etc.) pour désigner une compilation de chansons relaxantes ou de berceuses.